# بين الوديان (مسلسل)
مسلسل بين الوديان مسلسل بدوي أردني من بطولة الفنان روحي الصفدي وشايش النعيمي وعبير عيسى من إنتاج القمة للإنتاج التلفزيوني من 13 حلقة

## القصة والاحداث
تبدأ أحداثه بمقتل الشيخ مشهور من قبل مجهول، فتطلب ابنته شومة (عبير عيسى) من أهل قبيلتها تقصي حقيقة مقتل والدها، وتقدم نفسها زوجتاً لمن يستطيع الإمساك بالقاتل. ولكن أهل القبيلة يعجزون عن معرفة القاتل، ثم تتعرف شومة بفارس يدعى طراد (يوسف الجمل) تتزوج منه وتنشده البحث عن حقيقة مقتل والدها. وأثناء طريق البحث يموت طراد في اليوم ذاته التي تأتي به ابنته غزالة (أمل دباس) إلى الحياة، فيستغل غضيان (أنور خليل) الموقف ويطلب من شومة الزواج بها طمعا في المشيخة. فتوافق شومة على الزواج منه بعد أن يظهر لها حسن نيته ونبله، ولكنه بعد الزواج تكشف ونواياه السيئة وتكتشف شومة أنه هو من قتل والدها.

## طاقم الممثلين

### البطولة
- أمل دباس بدور غزالة
- روحي الصفدي بدور مخلد
- عبير عيسى بدور شومة بن مشهور
- بسام المصري بدور سويلم
- حابس حسين بدور نايل
- أنور خليل بدور غضيان
- يوسف الجمل بدور طراد
- شايش النعيمي بدور متروك
- مارغو أصلان بدور قنوع
- محمد الختوم بدور هلال
- محمد زواهرة بدور سميحان
- زياد الجغبير بدور مزلوه
- محمود أبو غريب بدور عطيوي

### ثانوية
محمد دحبور، إيهاب الكيالي، رمضان الفيومي، أحمد الفارس، كمال محيسن.

## الطاقم
- المخرج: أحمد دعيبس
- الكاتب: فراس المجالي
- المنتج: مؤسسة القمة للإنتاج التلفزيوني
- بلد الإنتاج والتصوير: عمان الأردن

## حلقات المسلسل
بلغ عدد الحلقات ثلاثة عشر حلقة